# جان برسفورد
جان برسفورد (انگلیسی: John Beresford, 5th Baron Decies; ۵ دسامبر ۱۸۶۶ – ۳۱ ژانویهٔ ۱۹۴۴) چوگان‌باز اهل بریتانیا بود.
از افتخارات وی میتوان به کسب مدال طلا چوگان در بازی‌های المپیک تابستانی ۱۹۰۰ اشاره کرد.